# Wolfgang Frank (Geologe)
Wolfgang Frank (* 8. Juni 1939 in Wien) ist ein österreichischer Geologe.
Frank studierte von 1958 bis 1965 Geologie und Petrographie an der Universität Wien. Seine Dissertation war der Geologie der Hohen Tauern gewidmet. Danach war er Assistent an der Universität Wien und habilitierte sich 1972 über die alpine Metamorphose im Himalaya. Bei einem Gastaufenthalt Anfang der 1970er Jahre an der Universität Bern wurde er in Geochronologie ausgebildet (Altersbestimmung mit Isotopen). Er war bis zu seiner Versetzung in den Ruhestand Universitätsprofessor für Kristallingeologie und Geochronologie an der Universität Wien, an der er ein geochronologisches Labor aufbaute.
Er befasste sich insbesondere mit der Entwicklungsgeschichte der Ostalpen und auch in Zusammenarbeit mit der Universität Innsbruck und der ETH Zürich mit der Geologie des Himalayas und Tibets.
2012 erhielt er die Eduard-Sueß-Gedenkmünze. Er ist seit 1984 korrespondierendes Mitglied im Inland der mathematisch-naturwissenschaftlichen Klasse der Österreichischen Akademie der Wissenschaften. 2004 wurde er Ehrenmitglied der Österreichischen Geologischen Gesellschaft.